# Boston College Eagles football
La squadra di football dei Boston College Eagles rappresenta il Boston College. Gli Eagles competono nella Football Bowl Subdivision (FBS) della National Collegiate Athletics Association (NCAA) e nella Atlantic Division della Atlantic Coast Conference.

## Storia
Formato nel 1892, il Boston College ha vinto quattro titoli Eastern nel 1940, 1942, 1983 e 1984 (quando la maggior parte degli istituti della Division I FBS del Nord Est e di metà Atlantico erano indipendenti) oltre che un titolo condiviso della Big East Conference nel 2004. Gli Eagles reclamano la vittoria del titolo nazionale del 1940, tuttavia la NCAA non lo riconosce. Il programma ha collezionato oltre 650 vittorie e ha un record di 14-13 nei bowl, avendo conquistato in particolar modo lo Sugar Bowl del 1941 e il Cotton Bowl Classic del 1985. Tra le file del Boston College vi è stato un vincitore dell'Heisman Trophy (Doug Flutie nel 1984), 13 consensus All-American e oltre 200 giocatori della NFL. Vi sono inoltre otto membri introdotti nella College Football Hall of Fame e due nella Pro Football Hall of Fame: Art Donovan e Ernie Stautner.
Il Boston College è una delle due università cattoliche ad avere una squadra nella Football Bowl Subdivision, l'altra è Notre Dame. Oltre ai successi sul campo, le squadre di football del Boston College si sono spesso piazzate tra le migliori della nazione per risultati accademici e per le lauree.

## Titoli nazionali
Il Boston College rivendica il titolo del 1940, pur non essendo stata decretata campione da nessuno dei principali selettori. Quell'anno la squadra chiuse quinta nella classifica finale dell'Associated Press.
| Anno | Allenatore  | Selettore        | Record | Bowl                     |
| ---- | ----------- | ---------------- | ------ | ------------------------ |
| 1940 | Frank Leahy | auto-rivendicato | 11-0   | V Sugar Bowl (Tennessee) |

## Premi

### Membri della College Football Hall of Fame
- Gil Dobie – allenatore (1951)
- Frank Cavanaugh – allenatore (1954)
- Frank Leahy – allenatore (1970)
- Charlie O'Rourke – QB (1972)
- Chet Gladchuk – C (1975)
- Gene Goodreault – E (1982)
- George Kerr – G (1984)
- Mike Holovak – FB (1985)
- Doug Flutie – QB (2007)
- Mike Ruth – DT (2017)